# Chính sách thị thực của Úc
|                        |  |
|                        |  |
| Dấu nhập và xuất cảnh. |  |

Chính sách thị thực Úc liên quan tới những yêu cầu mà một người nước ngoài muốn vào Úc phải đạt được để xin thị thực, đó là giấy phép để du lịch, nhập cảnh và ở lại quốc gia này. Quy tắc thị thực được đưa ra trong Luật Di cư 1958 và Luật nhập cư, được đưa ra bởi Cục Nhập cư và Bảo vệ Biên giới.

## Bản đồ chính sách thị thực

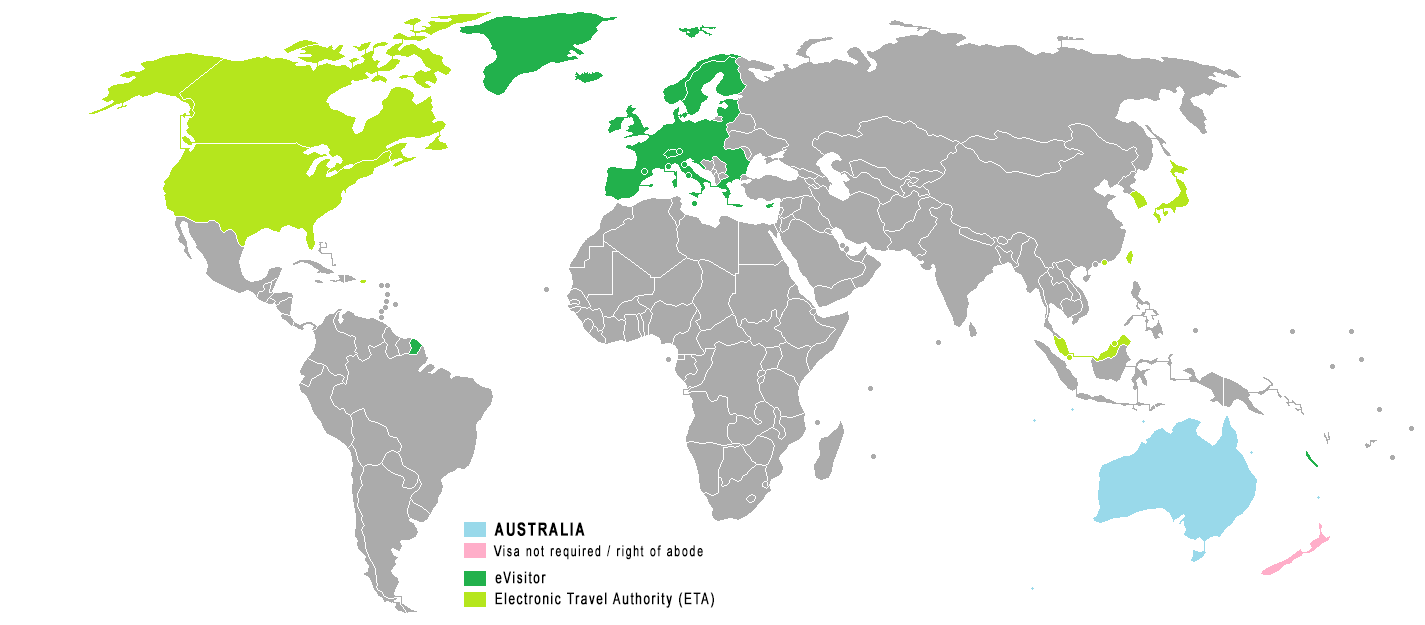
Úc
Thị thực loại đặc biệt
eVisitor
Giấy phép du hành điện tử
Cần xin thị thực

## Thị thực điện tử
eVisitor và giấy phép du hành điện tử (ETA) là hai cách nhập cảnh Úc áp dụng với người sở hữu những loại hộ chiếu khác nhau. Được ra mặt năm 1996 nhằm thay thế việc xin thị thực, thị thực có thể xin được trực tuyến, hoặc (đối với ETA) qua các đại lý du lịch, hãng hàng không, chuyên gia cung cấp dịch vụ hoặc cơ quan thị thực Úc. Thị thực du lịch điện tử (loại 600) được xử lý bởi cơ quan và lãnh sự quán Úc ở ngoài Úc, và công dân của hầu hết các quốc gia trên thế giới có thể xin trực tuyến. Thị thực có thể được cấp trong vòng vài phút nếu quãng thời gian ở lại là 3 tháng hoặc ít hơn và không cần thêm thông tin hay kiểm tra gì. Trong các trường hợp khác, đơn xin sẽ được xử lý bởi nhân viên.

## Từ chối nhập cảnh
Nhập cảnh và quá cảnh bị từ chối với công dân của  Somalia, kể cả nếu họ không rời máy bay và sẽ bay tiếp bằng máy bay đó.

## SmartGate
SmartGate là một hệ thống xử lý tự động tại biên giới được đưa ra bởi Dịch vụ Hải quan và Bảo vệ Biên giới Úc và Dịch vụ Hải quan New Zealand. SmartGate được áp dụng với người sở hữu hộ chiếu điện tử được cấp bởi những quốc gia và vùng lãnh thổ sau nếu họ từ 16 tuổi trở lên:
- Úc (bao gồm những người từ 10 đến 15 tuổi miễn là họ đi cùng ít nhất 2 người lớn)
- Canada
- Trung Quốc
- Pháp
- Hồng Kông
- Ireland
- Nhật Bản
- Hàn Quốc
- Ma Cao
- New Zealand
- Singapore
- Thụy Điển
- Thụy Sĩ
- Các Tiểu vương quốc Ả Rập Thống nhất[4]
- Vương quốc Anh
- Hoa Kỳ

## Thẻ đi lại doanh nhân APEC
Người sở hữu hộ chiếu được cấp bởi các quốc gia sau mà có Thẻ đi lại doanh nhân APEC (ABTC) có mã "AUS" ở mặt sau có thể đi công tác tại Úc không cần thị thực lên đến 90 ngày.
ABTC được cấp cho công dân của:
| - Brunei - Chile - Trung Quốc - Hồng Kông - Indonesia - Nhật Bản - Hàn Quốc - Malaysia - Mexico | - New Zealand - Papua New Guinea - Peru - Philippines - Nga - Singapore - Đài Loan - Thái Lan - Việt Nam |  |

## Ở lại khi thị thực quá hạn
Người không phải công dân Úc mà ở lại Úc khi thị thực của họ đã hết hạn được nguồn chính thức của chính phủ Úc  là khoảng 50.000. đây là số lượng nhập cư không giấy tờ chính thức trong khoảng 25 năm và được đánh giá là thấp. Các nguồn khác tính là lên đến 100.000, nhưng không có nghiên cứu chi tiết nào được thực hiện để đánh giá con số rất cao này.
Chính phủ tính "Tỉ lệ không xuất cảnh" của người nhập cảnh bằng thị thực du lịch được cấp bên ngoài Úc, nhưng không xuất cảnh trước ngày thị thực hết hạn.
| Công dân                             | 2010-11 | 2011-12 | 2012-13 |
| ------------------------------------ | ------- | ------- | ------- |
| Afghanistan                          | 18,23   | 19.02   | 8.06    |
| Albania                              | 5,86    | 7.14    | 3.76    |
| Algeria                              | 1,03    | 0.91    | 0.82    |
| Andorra1 3                           | 6.79    | 0.00    | 0,00    |
| Angola                               | 0,00    | 0,00    | 0,00    |
| Antigua và Barbuda                   | 0,00    | 0,00    | 0,00    |
| Argentina                            | 0,66    | 0,53    | 0,47    |
| Armenia                              | 3,80    | 1,63    | 4,84    |
| Austria1 3                           | 0,44    | 0,45    | 0,34    |
| Azerbaijan                           | 0,00    | 0,94    | 0,81    |
| Bahamas                              | 1,82    | 1,47    | 1,96    |
| Bahrain                              | 4,95    | 6,19    | 5,23    |
| Bangladesh                           | 1,60    | 1,15    | 2,09    |
| Barbados                             | 0,00    | 0,00    | 0,00    |
| Belarus                              | 0,71    | 0,25    | 0,48    |
| Belgium1 3                           | 0,45    | 0,53    | 0,34    |
| Belize                               | 0,00    | 0,00    | 2,86    |
| Benin                                | 5,88    | 10,53   | 0,00    |
| Bermuda                              | 0,00    | 0,00    | 12,50   |
| Bhutan                               | 0,76    | 1,50    | 2,42    |
| Bolivia                              | 0,79    | 5,17    | 2,37    |
| Bosnia-Herzegovina                   | 0,98    | 0,85    | 1,27    |
| Botswana                             | 1,48    | 1,53    | 1,32    |
| BPP                                  | 0,00    | N/A4    | 0,00    |
| Brazil                               | 0,91    | 0,65    | 0,87    |
| Brunei Darussalam2 3                 | 0,74    | 0,35    | 0,62    |
| Bulgaria1                            | 3.73    | 3.97    | 4.61    |
| Burkina Faso                         | 4.18    | 0.00    | 0.00    |
| Myanmar                              | 2.62    | 1.54    | 1.60    |
| Burundi                              | 16.67   | 16.13   | 0.00    |
| Campuchia                            | 1.95    | 4.95    | 2.03    |
| Cameroon                             | 9.47    | 1.89    | 1.30    |
| Canada2 3                            | 0.88    | 0.92    | 0.66    |
| Cape Verde                           | 0.00    | 0.00    | 0.00    |
| Quần đảo Cayman                      | 0.00    | 0.00    | N/A4    |
| Cộng hòa Trung Phi                   | N/A4    | 0.00    | 0.00    |
| Chad                                 | 0.00    | 0.00    | 0.00    |
| Chile                                | 1.18    | 0.81    | 0.66    |
| China, People's Republic of          | 0.39    | 0.32    | 0.29    |
| Colombia                             | 1.15    | 1.44    | 1.71    |
| Comoros                              | 0.00    | 0.00    | 0.00    |
| Congo                                | 0.00    | 3.28    | 5.26    |
| Costa Rica                           | 1.96    | 0.50    | 0.85    |
| Cote d'Ivoire                        | 1.96    | 0.00    | 0.00    |
| Croatia1                             | 0.48    | 0.98    | 2.19    |
| Cuba                                 | 3.37    | 4.88    | 2.22    |
| Síp1                                 | 1.28    | 2.00    | 2.28    |
| Cộng hòa Séc1                        | 0.77    | 0.85    | 0.85    |
| Cộng hòa Dân chủ Congo               | 2.99    | 5.33    | 7.27    |
| Đan Mạch1 3                          | 0.36    | 0.47    | 0.26    |
| Djibouti                             | 0.00    | 16.67   | 0.00    |
| Dominica                             | 0.00    | 0.00    | 0.00    |
| Cộng hòa Dominica                    | 3.85    | 1.30    | 0.85    |
| Ecuador                              | 2.39    | 0.99    | 0.73    |
| Ai Cập                               | 6.37    | 9.23    | 15.20   |
| El Salvador                          | 6.01    | 3.67    | 1.17    |
| Guinea Xích Đạo                      | 0.00    | 0.00    | 0.00    |
| Eritrea                              | 28.89   | 10.51   | 15.91   |
| Estonia1                             | 2.66    | 3.89    | 3.87    |
| Ethiopia                             | 9.24    | 10.92   | 12.23   |
| Fiji                                 | 2.34    | 2.09    | 1.60    |
| Phần Lan1 3                          | 0.40    | 0.52    | 0.36    |
| Pháp1 3                              | 0.52    | 0.58    | 0.43    |
| Gabon                                | 0.00    | 0.00    | 0.00    |
| Gambia                               | 0.00    | 0.00    | 0.00    |
| Gruzia                               | 4.55    | 15.89   | 10.45   |
| Đức1 3                               | 0.48    | 0.47    | 0.36    |
| Ghana                                | 3.57    | 3.46    | 4.03    |
| Hy Lạp1 3                            | 3.99    | 8.40    | 7.97    |
| Grenada                              | 0.00    | 0.00    | 0.00    |
| Guatemala                            | 1.13    | 1.39    | 4.20    |
| Guinea                               | 0.00    | 2.17    | 9.76    |
| Guinea-Bissau                        | 0.00    | 0.00    | 0.00    |
| Guyana                               | 4.57    | 3.05    | 4.11    |
| Haiti                                | 0.00    | 0.00    | 0.00    |
| Hồng Kông2 3                         | 0.57    | 0.72    | 0.65    |
| Honduras                             | 1.62    | 1.82    | 1.45    |
| Hungary1                             | 2.09    | 2.42    | 2.50    |
| Iceland1 3                           | 1.72    | 1.23    | 1.61    |
| Ấn Độ                                | 0.84    | 0.90    | 1.02    |
| Indonesia                            | 0.70    | 0.70    | 0.46    |
| Iran                                 | 2.85    | 2.65    | 4.39    |
| Iraq                                 | 8.79    | 6.46    | 7.60    |
| Ireland1 3                           | 1.39    | 1.28    | 1.27    |
| Israel                               | 1.02    | 0.70    | 0.41    |
| Ý1 3                                 | 0.85    | 1.12    | 1.25    |
| Jamaica                              | 1.15    | 1.13    | 1.84    |
| Nhật Bản2 3                          | 0.19    | 0.23    | 0.16    |
| Jordan                               | 2.45    | 3.65    | 5.44    |
| Kazakhstan                           | 1.31    | 0.42    | 0.56    |
| Kenya                                | 0.62    | 1.34    | 1.03    |
| Kiribati                             | 1.97    | 1.60    | 1.50    |
| Triều Tiên                           | 0.00    | 0.00    | 0.00    |
| Hàn Quốc2 3                          | 0.89    | 1.02    | 1.02    |
| Kosovo                               | 0.00    | 7.84    | 0.00    |
| Kuwait                               | 0.21    | 0.73    | 0.87    |
| Kyrgyzstan                           | 5.17    | 1.01    | 0.00    |
| Lào                                  | 2.15    | 2.66    | 2.48    |
| Latvia1                              | 5.14    | 2.65    | 3.61    |
| Liban                                | 3.13    | 2.84    | 6.62    |
| Lesotho                              | 0.00    | 0.00    | 0.00    |
| Liberia                              | 22.38   | 13.75   | 4.55    |
| Libya                                | 2.60    | 4.35    | 2.56    |
| Liechtenstein1 3                     | 0.00    | 0.00    | 0.00    |
| Litva1                               | 4.34    | 3.45    | 2.99    |
| Luxembourg1 3                        | 0.33    | 0.38    | 0.17    |
| Ma Cao                               | 1.03    | 1.13    | 0.29    |
| Macedonia                            | 1.93    | 1.17    | 2.97    |
| Madagascar                           | 0.00    | 1.72    | 0.00    |
| Malawi                               | 1.14    | 1.04    | 0.00    |
| Malaysia2 3                          | 1.05    | 1.58    | 1.01    |
| Maldives                             | 2.15    | 0.00    | 0.64    |
| Mali                                 | 0.00    | 0.00    | 0.00    |
| Malta1 3                             | 2.09    | 1.24    | 1.61    |
| Quần đảo Marshall                    | 3.39    | 0.00    | 0.00    |
| Mauritania                           | 0.00    | 0.00    | 0.00    |
| Mauritius                            | 1.17    | 1.56    | 1.56    |
| Mexico                               | 0.85    | 0.78    | 0.77    |
| Micronesia                           | 0.00    | 7.93    | 1.95    |
| Moldova                              | 1.15    | 1.05    | 1.01    |
| Monaco1 3                            | 2.16    | 0.00    | 0.00    |
| Mông Cổ                              | 2.54    | 1.44    | 3.08    |
| Montenegro                           | 3.09    | 1.03    | 2.27    |
| Morocco                              | 3.40    | 0.49    | 1.91    |
| Mozambique                           | 0.97    | 1.42    | 0.51    |
| Namibia                              | 0.71    | 0.59    | 0.00    |
| Nauru                                | 0.97    | 0.68    | 0.55    |
| Nepal                                | 5.26    | 1.24    | 2.32    |
| Hà Lan1 3                            | 0.46    | 0.49    | 0.37    |
| Antilles thuộc Hà Lan                | N/A4    | 0.00    | N/A4    |
| New Zealand                          | 0.74    | 1.09    | 0.44    |
| Nicaragua                            | 7.41    | 2.83    | 11.11   |
| Niger                                | 0.00    | 0.00    | 0.00    |
| Nigeria                              | 3.70    | 4.42    | 4.40    |
| Na Uy1 3                             | 0.63    | 0.50    | 0.36    |
| Oman                                 | 1.15    | 1.10    | 0.42    |
| Pakistan                             | 3.94    | 4.44    | 4.39    |
| Palau                                | 0.00    | 9.74    | 0.00    |
| Palestinian Authority                | 10.84   | 4.22    | 13.18   |
| Panama                               | 1.34    | 0.74    | 0.00    |
| Papua New Guinea                     | 1.31    | 0.86    | 0.82    |
| Paraguay                             | 1.31    | 1.72    | 1.61    |
| Peru                                 | 1.59    | 1.80    | 1.15    |
| Philippines                          | 1.50    | 1.91    | 2.00    |
| Ba Lan1                              | 1.76    | 1.60    | 1.75    |
| Bồ Đào Nha1 3                        | 1.68    | 2.22    | 2.29    |
| Qatar                                | 0.52    | 0.36    | 0.17    |
| Romania1                             | 4.03    | 4.01    | 4.77    |
| Liên Bang Nga                        | 0.47    | 0.61    | 0.48    |
| Rwanda                               | 2.78    | 0.00    | 8.33    |
| Samoa                                | 1.97    | 2.41    | 1.99    |
| San Marino1 3                        | 0.00    | 0.00    | 2.42    |
| Sao Tome và Principe                 | N/A4    | 0.00    | N/A4    |
| Ả Rập Xê Út                          | 4.93    | 5.18    | 5.39    |
| Senegal                              | 2.94    | 0.00    | 2.56    |
| Serbia                               | 1.13    | 1.06    | 1.34    |
| Serbia và Montenegro                 | 0.00    | 0.00    | 0.00    |
| Seychelles                           | 1.38    | 1.55    | 1.34    |
| Sierra Leone                         | 0.00    | 5.34    | 4.63    |
| Singapore2 3                         | 0.32    | 0.33    | 0.26    |
| Slovakia1                            | 0.67    | 1.01    | 0.87    |
| Slovenia1                            | 0.60    | 0.66    | 0.82    |
| Quần đẩo Solomon                     | 1.59    | 1.63    | 1.19    |
| Somalia                              | 0.00    | 0.00    | 0.00    |
| Nam Phi                              | 0.91    | 0.72    | 0.65    |
| Tây Ban Nha1 3                       | 0.95    | 0.94    | 1.05    |
| Sri Lanka                            | 1.23    | 1.26    | 1.25    |
| Không quốc tịch                      | 5.11    | 4.31    | 5.79    |
| Saint Kitts và Nevis                 | 0.00    | 0.00    | 0.00    |
| Saint Lucia                          | 0.00    | 0.00    | 0.00    |
| Saint Vincent và Grenadines          | 0.00    | 0.00    | 0.00    |
| Sudan                                | 4.06    | 2.34    | 4.96    |
| Suriname                             | 0.00    | 12.00   | 0.00    |
| Swaziland                            | 0.00    | 0.00    | 0.00    |
| Thụy Điển1 3                         | 0.61    | 0.61    | 0.60    |
| Thụy Sĩ1 3                           | 0.47    | 0.39    | 0.24    |
| Syria                                | 2.70    | 13.23   | 20.68   |
| Tajikistan                           | 0.00    | 0.00    | 0.00    |
| Đài Loan3                            | 0.58    | 0.72    | 0.73    |
| Tanzania                             | 0.69    | 0.19    | 0.79    |
| Thái Lan                             | 0.85    | 1.02    | 0.92    |
| Đông Timor                           | 0.59    | 1.53    | 2.76    |
| Togo                                 | 0.00    | 0.00    | 8.33    |
| Tonga                                | 3.54    | 5.60    | 2.88    |
| Trinidad và Tobago                   | 0.95    | 0.31    | 1.04    |
| Tunisia                              | 1.44    | 0.88    | 0.83    |
| Thổ Nhĩ Kỳ                           | 1.80    | 1.15    | 1.55    |
| Turkmenistan                         | 6.25    | 0.00    | 0.00    |
| Tuvalu                               | 1.26    | 0.64    | 0.40    |
| Uganda                               | 4.16    | 2.95    | 1.92    |
| Ukraine                              | 1.40    | 2.08    | 1.32    |
| UN Convention Refugee                | 9.19    | 4.40    | 2.63    |
| Các Tiểu vương quốc Ả Rập Thống nhất | 0.31    | 0.38    | 0.34    |
| Anh Quốc1 3                          | 0.68    | 0.69    | 0.58    |
| UN Agency                            | 2.78    | 1.08    | 0.00    |
| United Nations Organisation          | 0.00    | 0.97    | 0.00    |
| Hoa Kỳ2 3                            | 0.74    | 0.73    | 0.51    |
| Uruguay                              | 2.97    | 0.77    | 0.37    |
| Uzbekistan                           | 3.83    | 0.00    | 0.76    |
| Vanuatu                              | 0.91    | 1.17    | 0.85    |
| Thành Vatican1 3                     | 0.00    | 0.00    | 0.00    |
| Venezuela                            | 1.61    | 1.24    | 0.68    |
| Việt Nam                             | 1.99    | 1.18    | 1.44    |
| Yemen                                | 3,85    | 4,37    | 2,86    |
| Yugoslavia                           | 3,77    | 0,00    | 0,00    |
| Zambia                               | 1,61    | 1,77    | 0,42    |
| Zimbabwe                             | 3,12    | 2,02    | 2,79    |
| Trung bình toàn cầu                  | 0,74    | 0,79    | 0,69    |

1 - có thể dùng eVisitor

2 - có thể xin ETA trực tuyến

3 - chính thức được đánh giá là nguy cơ thấp

4 - N/A nghĩa là không có lượt nhật cảnh nào được ghi lại đối với công dân nước này trong khoảng thời ian này

## Trong tương lai
Năm 2014 Úc thông báo các quốc gia sẽ được đưa ra bàn bạc để mở rộng miễn thị thực gồm có các quốc gia Hội đồng Hợp tác vùng Vịnh countries.

## Thống kê du khách
Hầu hết du khách đến Úc đều đến từ các quốc gia sau:
| Quốc gia/Vùng lãnh thổ | 2016      | 2015      | 2014      | 2013      |
| ---------------------- | --------- | --------- | --------- | --------- |
| New Zealand            | 1.347.400 | 1.309.900 | 1.241.400 | 1,192,800 |
| Trung Quốc             | 1.199.100 | 1.023.600 | 839.500   | 708.900   |
| Vương quốc Anh         | 716.700   | 688.400   | 652.100   | 657.600   |
| Hoa Kỳ                 | 711.400   | 609.900   | 553.000   | 501.100   |
| Singapore              | 439.600   | 395.800   | 372.100   | 339.800   |
| Nhật Bản               | 413.800   | 335.500   | 326.500   | 324.400   |
| Malaysia               | 387.700   | 338.800   | 324.500   | 278.100   |
| Hàn Quốc               | 284.600   | 230.100   | 204.100   | 197.500   |
| Ấn Độ                  | 259.900   | 233.100   | 196.600   | 168.600   |
| Hồng Kông              | 249.300   | 219.700   | 201.600   | 183.500   |
| Tổng                   | 8.262.900 | 7.428.600 | 6.868.000 | 6.382.300 |

## Bộ sưu tập con dấu trong lịch sử

Dấu thị thực và hộ chiếu
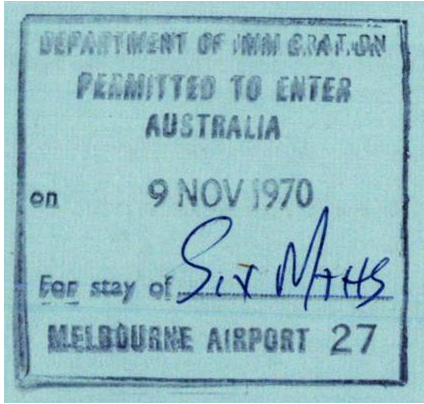
Dấu nhập cảnh Sân bay Melbourne - 1970
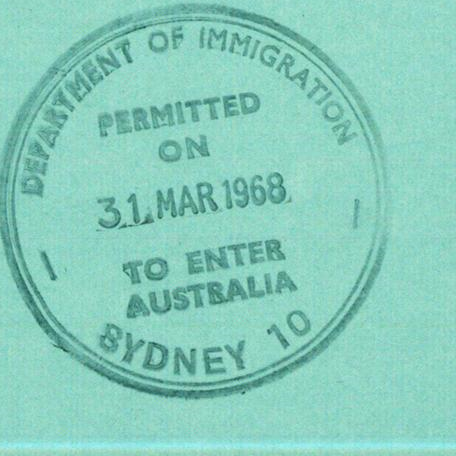
Dấu nhập cảnh Sydney bằng tàu - 1968
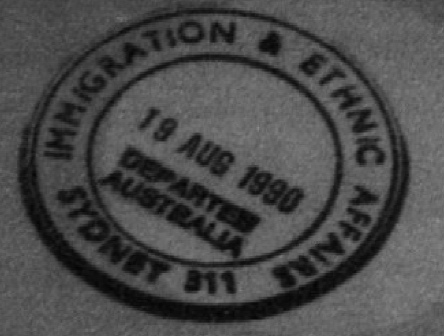
Dấu xuất cảnh Sân bay Sydney - 1990
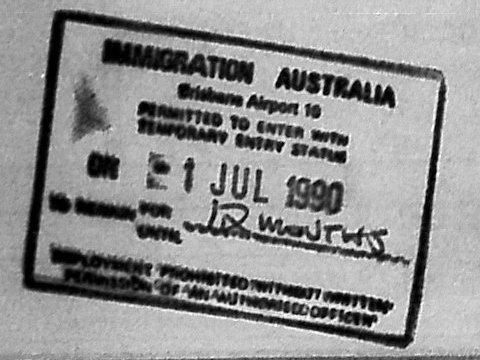
Dấu nhập cảnh sân bay Brisbane - 1990
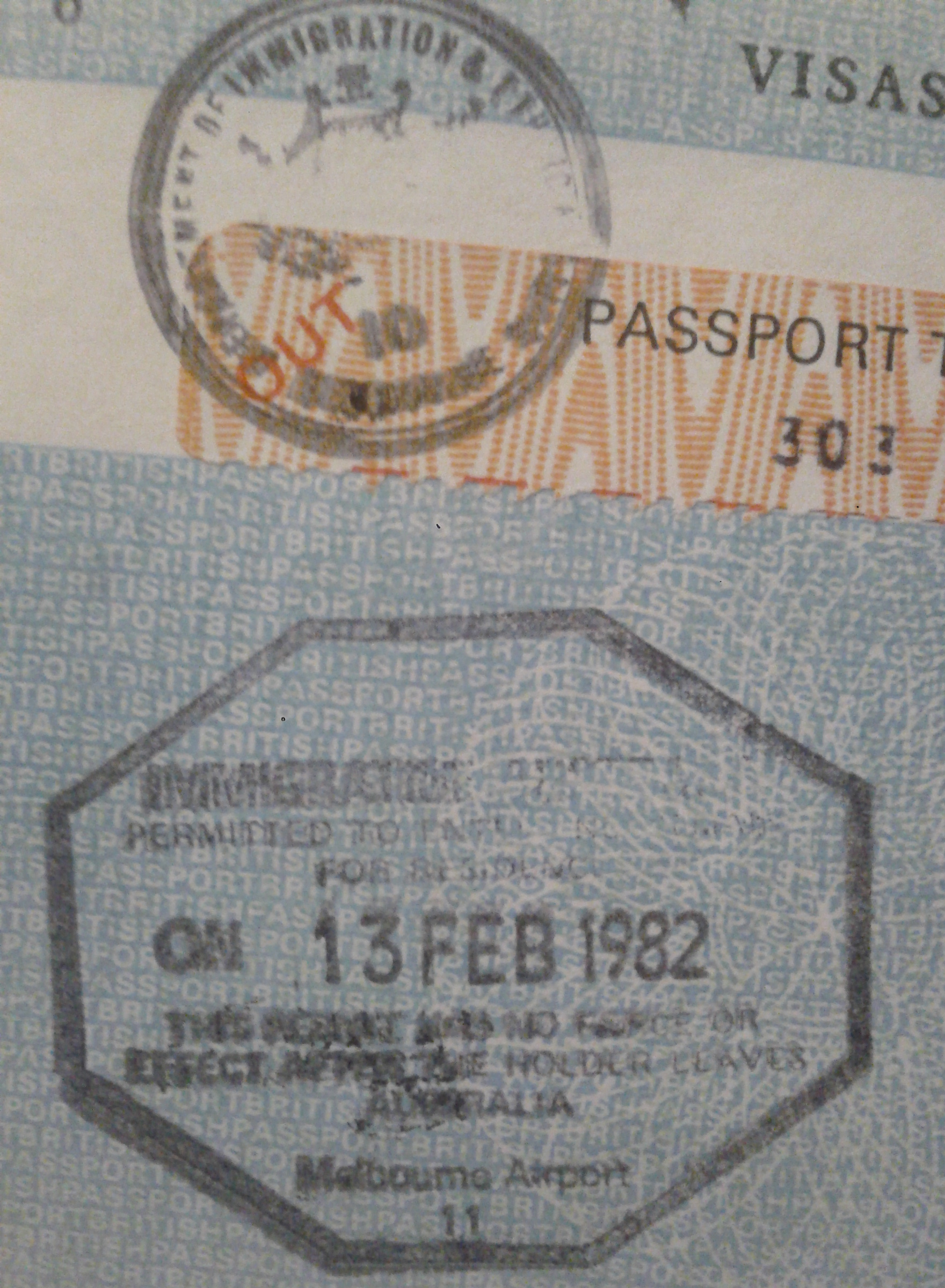
Dấu nhập cảnh sân bay Melbourne - 1982
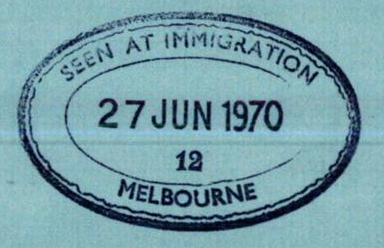
Dấu nhập cảnh sân bay Melbourne - 1970